# Manariqsisqa. Soldado desconocido
Manariqsisqa. Soldado desconocido es un cortometraje peruano de 2014 del director Hamilton Segura, parte de una trilogía sobre la Guerra del Pacífico en la que se incluyen Reducto. La última línea de defensa de Lima y Rabonas. Las mujeres de la guerra.
La película, narrada desde el punto de vista de un soldado veterano, cuenta la defensa del Morro Solar por parte del Ejército peruano durante la batalla de San Juan y Chorrillos el 13 de enero de 1881. La narración se centra en las diferencias y los prejuicios hacia los soldados conscriptos provenientes de la zona andina.